# میسی پریگریم
میسی پریگریم (به انگلیسی: Missy Peregrym) (زاده ۱۶ ژوئن ۱۹۸۲) بازیگر کانادایی است.
از فیلم‌های معروف او می‌توان به بازی در مجموعه تلویزیونی پلیس‌های تازه‌کار و آن را بچسبان اشاره کرد.